# Aéré M'Bar
Aéré M'Bar este o comună din departamentul Bababé, Regiunea Brakna, Mauritania, cu o populație de 13.722 locuitori.